# Katalaza

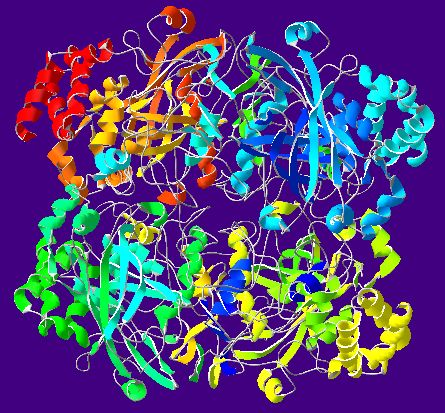
Katalaza

Katalaza (EC 1.11.1.6) – enzym z grupy oksydoreduktaz katalizujący proces rozkładu nadtlenku wodoru do wody i tlenu. Otrzymana po raz pierwszy w postaci krystalicznej w 1937 roku przez J.B. Sumnera. Znaczne jej ilości występują w komórkach zwierzęcych np. w wątrobie, nerce, leukocytach i erytrocytach (krwinkach czerwonych), w bakteriach tlenowych oraz w peroksysomach komórek roślinnych fotosyntezujących. Jest dobrym enzymem markerowym dla peroksysomów.
Jest bardzo aktywnym enzymem, którego grupę prostetyczną stanowi hemina.